# 슈퍼볼 선데이

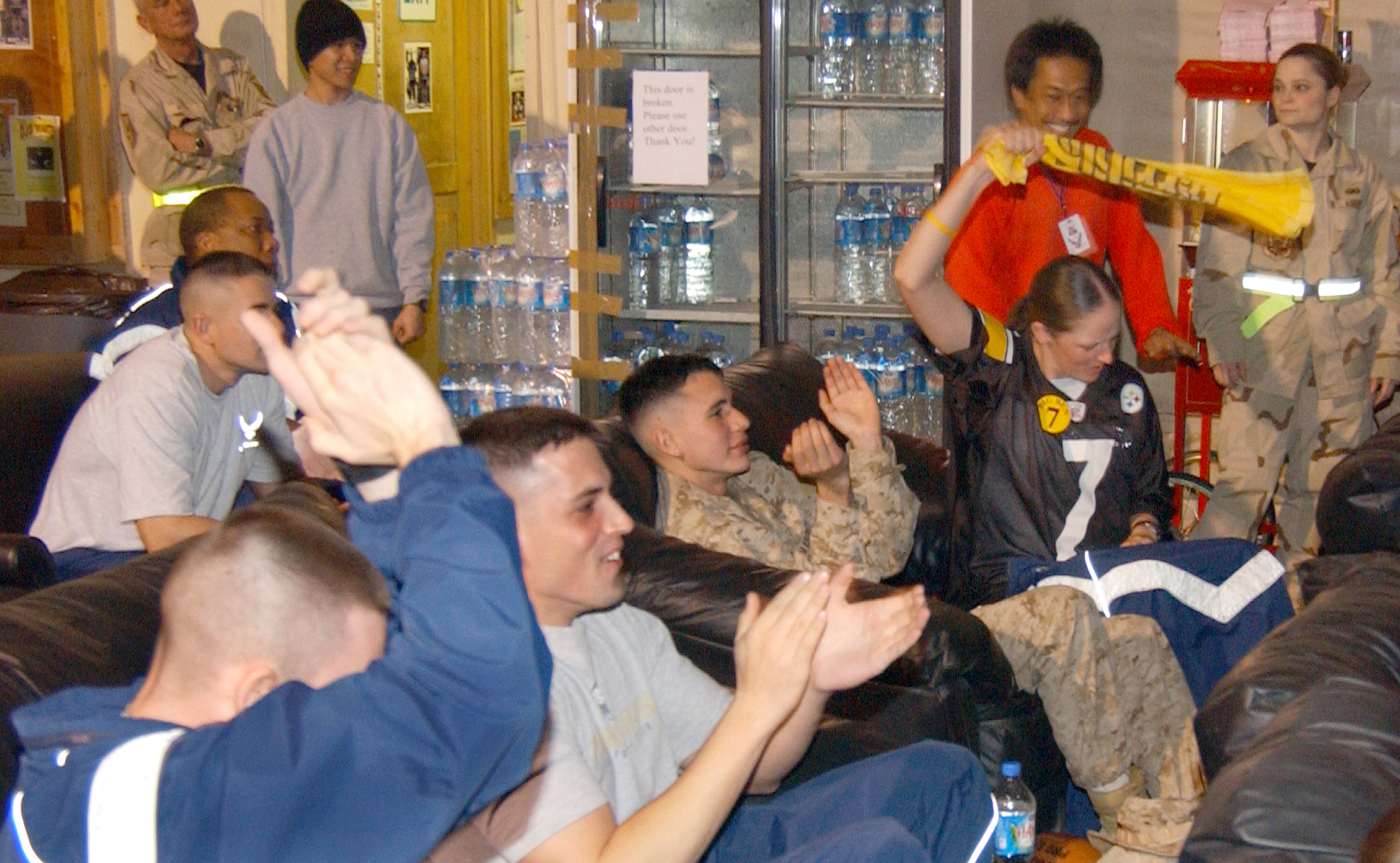
미국 공군의 슈퍼볼 파티

슈퍼볼 선데이(Super Bowl Sunday)는 내셔널 풋볼 리그(NFL)의 연례 챔피언십 경기인 슈퍼볼이 열리는 날이다. 2004년 슈퍼볼 XXXVIII부터 2021년 슈퍼볼 LV까지 2월 첫 번째 일요일이었지만, 지금은 슈퍼볼 LVI를 기점으로 두 번째 일요일이다. 축제에는 일반적으로 게임을 보기 위해 모이는 사람들이 참여한다.